# Красное (Яковлевский район)
Красное — село в Яковлевском районе Белгородской области России.
Является малой родиной для актера Михаила Щепкина.

## История
Известно, что в 1748 году помещик Курской губернии, прапорщик Измайловского полка граф Семён Егорович Волькенштейн получил «в вечное владение Попова сына Григория Щепкина» и привез нового крепостного в свое имение — село Красное Обоянского уезда.
В 1788 году в селе родился знаменитый русский актёр Михаил Щепкин.
По документам переписи 1882 года Обоянского уезда волостное село Красное имело 563 жителя (270 муж., 293 жен.); в селе было — 5 амбаров и 36 других «рубленых построек», 51 рига, 11 «промышленных заведений» и кабак.
Входило в состав Алексеевского сельского поселения.

## География
Село расположено западнее административного центра села Алексеевка и граничит с ним. Единственная улица Луговая также продолжается в Алексееку.
Западнее села Красное протекает река Пена.

## Население
| 2002 | 2010 |
| ---- | ---- |
| 154  | ↘140 |